# تاكاشي كوجما
تاكاشي كوجِما (باليابانية: 小島 卓) (4 أغسطس 1973 في شيغا في اليابان – )؛ هو لاعب كرة قدم ياباني سابق كان يلعب كمدافع.

## وصلات خارجية
- تاكاشي كوجما على موقع رابطة كرة القدم اليابانية للمحترفين (اليابانية)
- تاكاشي كوجما على موقع قاعدة بيانات كرة القدم.إي يو (الإنجليزية)
- تاكاشي كوجما على موقع عالم كرة القدم.نت (الإنجليزية)